# Nymphargus lasgralarias
Nymphargus lasgralarias é uma espécie de anfíbio anuro da família Centrolenidae. Está presente no Equador. A UICN classificou-a como pouco preocupante.